# One Hundred Crowded Years
One Hundred Crowded Years est un film documentaire néo-zélandais sorti en 1940. Produit par la société National Film Unit (en) à l'occasion du centenaire de la Nouvelle-Zélande, il retrace l'histoire de ce pays. 

## Synopsis
Le film raconte l'histoire de la Nouvelle-Zélande, depuis l'installation des premiers pionniers en 1840, la ruée vers l'or, les guerres Māori, etc. Il montre le développement social et économique entre 1840 et 1940.

## Fiche technique
- Réalisation : Herbert Howard Moulton (Bert) Bridgman
- Scénario : Michael Forlong (en)
- Photographie : 	C.D. Barton, R.M. McIntyre
- Montage : Cyril James Morton
- Musique : F. Crowther
- Production : Government Film Studios, Miramar
- Distributeur : NZ Film Archives
- Durée : 54 minutes
- Date de sortie : 28 novembre 1940

## Distribution
- Narrateur : B.V. Beeby

## Production
Le film s'est inspiré du film réalisé en 1938 par le gouvernement des Nouvelle-Galles du Sud en Australie. Il commémore le centenaire du traité de Waitangi.

## Critiques
Le journal néo-zélandais The Evening Post en donne une description détaillée, et indique « It excels on the pictorial side, and the Government photographers show that in this respect they have but little to learn from overseas competitors. ».